# Idar Andersen
Idar Andersen (ur. 30 kwietnia 1999 w Melhus) – norweski kolarz szosowy.

## Osiągnięcia
Opracowano na podstawie:

2017
- 1. miejsce w Wyścigu Pokoju Juniorów
  - 1. miejsce na 1. etapie
- 1. miejsce w mistrzostwach Norwegii juniorów (start wspólny)

2021
- 1. miejsce w Tour de la Mirabelle
  - 1. miejsce w klasyfikacji młodzieżowej
  - 1. miejsce w prologu
- 1. miejsce w klasyfikacji młodzieżowej Okolo Slovenska
- 1. miejsce w Lillehammer GP

2022
- 1. miejsce w Boucles de l’Aulne

## Rankingi
| Rok             | 2019  | 2020  | 2021 | 2022 | 2023 | 2024 |
| --------------- | ----- | ----- | ---- | ---- | ---- | ---- |
| World Ranking   | 2644. | 1161. | 345. | 350. | -    | 639. |
| UCI Europe Tour | 1658. | 899.  | 291. | 280. | -    | -    |
|                 |       |       |      |      |      |      |
| Źródło: UCI     |       |       |      |      |      |      |